# 山区近溪蟹
山区近溪蟹（学名：Potamiscus montosus）为溪蟹科近溪蟹属的动物。在中国大陆，分布于云南等地，常见于山溪两岸山坡的乱石堆里或泥石洞穴中。